# Provinssirock

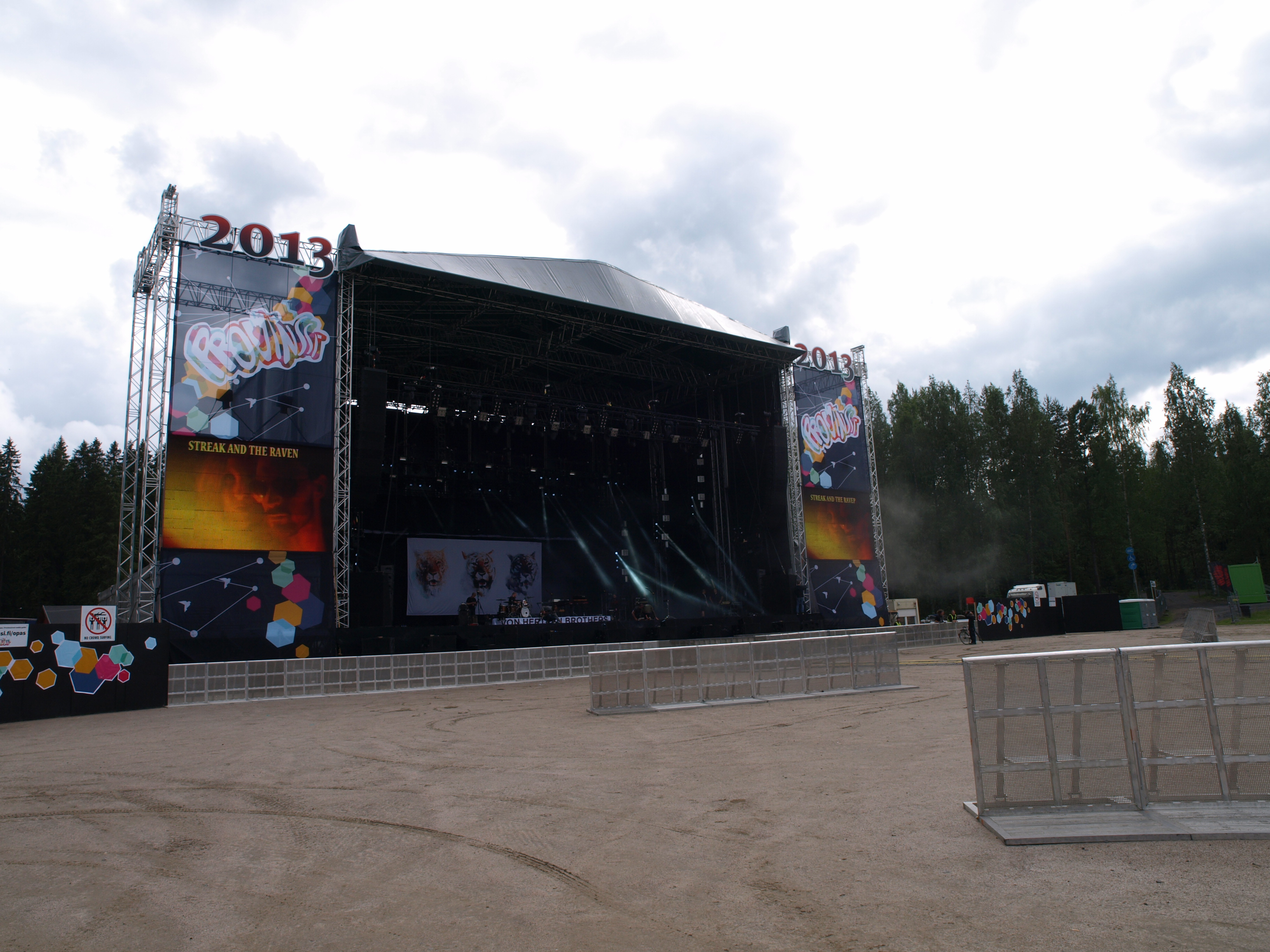
Päälava, die Hauptbühne, während des Soundchecks der ersten Band 2013 vor Einlass der Besucher

Provinssirock ist ein jährliches Musikfestival in Seinäjoki in Finnland, das vor allem Rockmusik bietet. Es gehört gemeinsam mit Ruisrock, Ilosaarirock, Flow Festival und Jurassic Rock zu den „Big Five“ der finnischen Musikfestivals.

## Geschichte
Das Festival wurde 1979 gegründet und zählt damit zu den ältesten der nordischen Länder. Im ersten Jahr war es eine eintägige Veranstaltung, bei der etwa 4500 Besucher Musikgruppen wie der Son Seals Blues Band, Eppu Normaali und Tuomari Nurmio & Köyhien ystävät zuhörten. Seither findet das Provinssirock jedes Jahr Mitte Juni eine Woche vor Juhannus auf einer Flussinsel in Törnävä, einem Stadtteil circa vier Kilometer südlich des Zentrums von Seinäjoki, statt. Ursprünglich eröffnete es den finnischen Festivalsommer, bis 2004 das Sauna Open Air in Tampere gegründet wurde.
Das Provinssirock wurde in den 1980ern zu einem zweitägigen Festival ausgebaut, das in den Jahren 1986 bis 1988 circa 35.000 bis 40.000 Besucher hatte. Anfang der 1990er Jahre, als Finnland in eine Rezession geriet, gingen die Zahlen stark zurück (z. B. 13.000 Besucher 1993), was zu einer finanziellen Krise für die Veranstalter führte. Der ursprüngliche Veranstalter Kemu ry wurde 1992 durch das Nachfolgeunternehmen Selmu ry ersetzt. Ab Mitte der 1990er Jahre ging es wieder aufwärts, woraufhin die Veranstaltung schließlich dreitägig wurde. Ab 2005 hatte das Festival regelmäßig mehr Besucher als die veranstaltende Stadt Einwohner hat. Der aktuelle Besucherrekord liegt bei 81.000 im Jahr 2011.
Headliner 2010 waren Rammstein, 30 Seconds to Mars und Cypress Hill; 2011 waren es System of a Down, Avenged Sevenfold und Pendulum und 2012 waren es Billy Talent, Justice, Slayer und Snow Patrol.
Neben größeren Rock- und Metalbands bietet das Provinssirock auch kleinere Bands aus diversen anderen Musikgenres wie Electro, Hip-Hop und Pop.
2013 spielten während der drei Tage circa 60 Bands auf fünf Bühnen. Zwei dieser Bühnen waren in Zelten, die anderen drei im Freien. Zusätzlich waren auf dem Gelände Unterhalter verteilt, die Zirkustricks, Pantomime, kleine Theaterstücke usw. vorführten. 